# Bink
Bink, pseudonimo di Roosevelt Harrell III (Norfolk, ...), è un produttore discografico statunitense accreditato anche come Bink!, Bink Dawg, B. Dog, Mr. Bink, Humble Monsta.
È conosciuto per le produzioni degli artisti della Roc-A-Fella Records. Il suo lavoro più importante è stato l'album di Jay-Z The Blueprint, acclamato dalla critica, per il quale ha prodotto tre tracce, incluse la prima e l'ultima dell'album. 

## Discografia parziale
- Jay Z - The Dynasty: Roc La Familia (2000)
- Jay Z - The Blueprint (2001)
- Fat Joe - Jealous Ones Still Envy (J.O.S.E.) (2001)
- P. Diddy and the Bad Boy Family - The Saga Continues... (2001)
- AZ - 9 Lives (2001)
- Eve - Eve-Olution (2002)
- Freeway  - Philadelphia Freeway (2003)
- Method Man e Redman  - Blackout! 2 (2009)
- Rick Ross - Mastermind (2014)
- EarthGang - Mirrorland (2019)